# Didissandra
Didissandra é um género botânico pertencente à família Gesneriaceae.

## Sinonímia
Ellobum, Raphiocarpus

## Espécies
Composto por 91 espécies:
- Didissandra agnesiac
- Didissandra amabilis
- Didissandra annamensis
- Didissandra anisanthera
- Didissandra aspera
- Didissandra atro
- Didissandra atropurpurea
- Didissandra aurea
- Didissandra beauverdiana
- Didissandra begoniifolia
- Didissandra bhutanica
- Didissandra brachycarpa
- Didissandra breviflora
- Didissandra bullata
- Didissandra castaneaefolia
- Didissandra cavaleriei
- Didissandra clarkei
- Didissandra clemensiae
- Didissandra confertiflora
- Didissandra cooperi
- Didissandra cordatula
- Didissandra delavayi
- Didissandra elegantissima
- Didissandra elongata
- Didissandra evrardi
- Didissandra evrardii
- Didissandra fargesii
- Didissandra filicina
- Didissandra flabellata
- Didissandra flammea
- Didissandra forrestii
- Didissandra fritschii
- Didissandra frutescens
- Didissandra giraldii
- Didissandra glabrescens
- Didissandra glandulosa
- Didissandra grandis
- Didissandra hirta
- Didissandra humilis
- Didissandra johorica
- Didissandra kingiana
- Didissandra labordei
- Didissandra lancifolia
- Didissandra lanuginosa
- Didissandra latisepala
- Didissandra leucantha
- Didissandra lineata
- Didissandra longifolia
- Didissandra longipedunculata
- Didissandra longipes
- Didissandra longisepala
- Didissandra lutea
- Didissandra macrosiphon
- Didissandra mengtzeana
- Didissandra mihieri
- Didissandra minor
- Didissandra montana
- Didissandra morgani
- Didissandra muscicola
- Didissandra notochlaena
- Didissandra novo
- Didissandra ophiorrhizoides
- Didissandra ornata
- Didissandra parviflora
- Didissandra patens
- Didissandra petelotii
- Didissandra petiolata
- Didissandra pinfaensis
- Didissandra plicata
- Didissandra porphyrantha
- Didissandra primulaeflora
- Didissandra quercifolia
- Didissandra rosthornii
- Didissandra rufa
- Didissandra saxatilis
- Didissandra serratifolia
- Didissandra sericea
- Didissandra sesquifolia
- Didissandra sinica
- Didissandra sinoophiorrhizoides
- Didissandra speciosa
- Didissandra sprengelii
- Didissandra stolonifera
- Didissandra synaptica
- Didissandra taliensis
- Didissandra tenella
- Didissandra ternata
- Didissandra triflora
- Didissandra violacea
- Didissandra wildeana
- Didissandra wrayi